# 諾特瓦亞 (亞利桑那州)
諾特瓦亞（英語：Nawt Vaya）是位於美國亞利桑那州皮馬縣的一個非建制地區。該地的面積和人口皆未知。

## 地理
諾特瓦亞的座標為32°01′59″N 111°29′20″W / 32.03306°N 111.48889°W，而該地的平均海拔高度為890米（即2920英尺）。